# Gelis brevicauda
Gelis brevicauda là một loài tò vò trong họ Ichneumonidae.